# Дербі-Лайн (Вермонт)
Дербі-Лайн (англ. Derby Line) — селище (англ. village) в США, в окрузі Орлінс штату Вермонт. Населення — 687 осіб (2020).

## Географія
Дербі-Лайн розташоване за координатами 44°59′54″ пн. ш. 72°6′29″ зх. д. / 44.99833° пн. ш. 72.10806° зх. д. (44.998213, -72.108064).  За даними Бюро перепису населення США в 2010 році селище мало площу 1,88 км², з яких 1,88 км² — суходіл та 0,01 км² — водойми.

## Демографія
Згідно з переписом 2010 року, у селищі мешкали 673 особи в 306 домогосподарствах у складі 187 родин. Густота населення становила 357 осіб/км².  Було 360 помешкань (191/км²).
Расовий склад населення:
| - 96,1 % — білих - 1,3 % — чорних або афроамериканців - 0,9 % — азіатів |

До двох чи більше рас належало 1,0 %. Частка іспаномовних становила 1,8 % від усіх жителів.
За віковим діапазоном населення розподілялося таким чином: 21,8 % — особи молодші 18 років, 59,6 % — особи у віці 18—64 років, 18,6 % — особи у віці 65 років та старші. Медіана віку мешканця становила 42,5 року. На 100 осіб жіночої статі у селищі припадало 90,7 чоловіків;  на 100 жінок у віці від 18 років та старших — 85,9 чоловіків також старших 18 років.
Середній дохід на одне домашнє господарство  становив 59 125 доларів США (медіана — 53 359), а середній дохід на одну сім'ю — 67 393 долари (медіана — 62 656). Медіана доходів становила 41 389 доларів для чоловіків та 42 500 доларів для жінок. За межею бідності перебувало 16,2 % осіб, у тому числі 8,1 % дітей у віці до 18 років та 11,8 % осіб у віці 65 років та старших.
Цивільне працевлаштоване населення становило 476 осіб. Основні галузі зайнятості: освіта, охорона здоров'я та соціальна допомога — 30,9 %, роздрібна торгівля — 20,8 %, виробництво — 12,2 %, публічна адміністрація — 9,5 %.